# Compsoctena expers
Compsoctena expers är en fjärilsart som beskrevs av Edward Meyrick 1911. Compsoctena expers ingår i släktet Compsoctena och familjen Eriocottidae. Inga underarter finns listade i Catalogue of Life.